# San Marcos (Nicaragua)
San Marcos è un comune del Nicaragua facente parte del dipartimento di Carazo.

## Amministrazione
Gemellaggi
San Marcos è gemellata con:
- Bienne, Svizzera
- Helmond, Paesi Bassi
- Jena, Germania